# Xenopipo uniformis
A Xenopipo uniformis a madarak osztályának verébalakúak (Passeriformes) rendjébe és a piprafélék (Pipridae) családjába tartozó faj.

## Rendszerezése
A fajt Osbert Salvin és Frederick DuCane Godman írta le 1884-ben, a Chloropipo nembe Chloropipo uniformis néven.

## Alfajai
- Xenopipo uniformis duidae (Chapman, 1929)
- Xenopipo uniformis uniformis (Salvin & Godman, 1884)[2]

## Előfordulása
Dél-Amerika északi részén, Brazília, Guyana és Venezuela területén honos. A természetes élőhelye szubtrópusi és trópusi síkvidéki és hegyi esőerdők. Állandó, nem vonuló faj.

## Megjelenése
Testhossza 13,5 centiméter, testtömege 16,5–21 gramm

## Életmódja
Kisebb gyümölcsökkel és rovarokkal táplálkozik.

## Külső hivatkozás
- Képek az interneten a fajról
- Xeno-canto.org